# Challenger La Manche 2015
Il Challenger La Manche 2015 è stato un torneo maschile tennis professionistico. È stata la 27ª edizione del torneo, facente parte della categoria Challenger 90 nell'ambito dell'ATP Challenger Tour 2015, con un montepremi di 42 500 €. Si è giocato dal 23 febbraio al 1º marzo 2015 sui campi in cemento indoor del Complexe Sportif Chantereyne di Cherbourg, in Francia.

## Partecipanti

### Teste di serie
| Nazionalità | Giocatore         | Ranking* | Testa di serie |
| ----------- | ----------------- | -------- | -------------- |
| Francia     | Kenny de Schepper | 103      | 1              |
| Belgio      | Steve Darcis      | 115      | 2              |
| Germania    | Andreas Beck      | 117      | 3              |
| Uzbekistan  | Farrukh Dustov    | 118      | 4              |
| Francia     | Nicolas Mahut     | 119      | 5              |
| Francia     | Benoît Paire      | 121      | 6              |
| Slovacchia  | Norbert Gombos    | 124      | 7              |
| Belgio      | Niels Desein      | 155      | 8              |

- Ranking al 16 febbraio 2015.

### Altri partecipanti
I seguenti giocatori hanno ricevuto una wild card per il tabellone principale:
- Enzo Couacaud
- Jonathan Eysseric
- Benoît Paire
- Alexandre Sidorenko

Il seguente giocatore è entrato in tabellone come special exempt:
- Mirza Bašić

Il seguente giocatore è entrato in tabellone come alternate:
- Liam Broady

I seguenti giocatori sono passati dalle qualificazioni:
- Sergey Betov
- Daniel Brands
- Federico Gaio
- Maxime Teixeira

## Punti e montepremi
| Torneo    | Torneo              | V     | F     | SF    | QF    | 2T  | 1T  | Q | Q2 | Q1 |
| Singolare | Punti               | 90    | 55    | 33    | 17    | 8   | 0   | 5 | 0  | 0  |
| Singolare | Premi in denaro (€) | 6 150 | 3 600 | 2 130 | 1 245 | 730 | 440 | – | 0  | 0  |
| Doppio    | Punti               | 90    | 55    | 33    | 17    | –   | 0   | – | –  | –  |
| Doppio    | Premi in denaro (€) | 2 650 | 1 500 | 920   | 540   | –   | 310 | – | –  | –  |

## Campioni

### Singolare
Norbert Gombos ha sconfitto in finale  Benoît Paire con il punteggio di 6–1, 7–6(4).

### Doppio
Andreas Beck /  Jan Mertl hanno sconfitto in finale  Rameez Junaid /  Adil Shamasdin con il punteggio di 6–2, 3–6, [10–3].